# 青岛大港
36°05′37″N 120°19′00″E / 36.0936°N 120.3166°E
青岛港老港区（通称青岛大港）是青岛港的一個港区，位於中华人民共和国山东省青岛市市北区胶州湾内。港区由始建于德占时期的1900年的青岛港老港区原“北港、大港、中港”三大装卸公司整合而成。主要从事多种货物的装卸服务和国际客运服务。